# Spilococcus soja
Spilococcus soja är en insektsart som först beskrevs av Siraiwa 1938.  Spilococcus soja ingår i släktet Spilococcus och familjen ullsköldlöss. Inga underarter finns listade i Catalogue of Life.